# Henry De Vere Stacpoole
Henry De Vere Stacpoole, född 9 april 1863 i Dún Laoghaire, död 12 april 1951 i Shanklin, var en irländsk författare och läkare.

## Biografi
Stacpoole var familjens yngsta barn och hade tre systrar. Fadern, William Church Stacpoole, var präst, och en syster, Florence Stacpoole, var också författare. Efter faderns död år 1870, fick Stacpole kronisk bronkit, och flyttade med sin mor och systrarna till Frankrike, där han försökte återhämta sig från sin sjukdom. 
Stacpole utbildade sig vuxen ålder till läkare på St Mary's hospital i London, innan författarkarriären. Hans tidiga verk blev inga kommersiella succéer så  han försörjde som läkare. Genom åren förbättrades hans författarskap och romanen Fanny Lambert blev hans första succé. Därefter skrev han sin mest kända och minnesvärda roman, Den blå lagunen, som har filmatiserats fyra gånger. Han har även skrivit andra böcker som Våga-vinna: Roman om en kapplöpningshäst, Äventyr till salu och Pärlfiskarna. I många år reste han på 
Stilla havet som skeppsläkare, och det väckte hans intresse för att  se världen. Upplevelserna inspirerade honom också till att skriva romaner med tropiskt tema. 
Stacpoole flyttade till Shanklin i början på 1920-talet. Han begravdes i Bonchurch 1951.